# Балаян, Кнарик Богдановна
Кнарик Богдановна Балаян (арм. Քնարիկ Բոգդանովնա Բալայան; род. 1924) — советский, армянский врач-педиатр. Народный врач СССР (1984).

## Биография
Родилась 1 июля 1924 года в селе Гадрут Гадрутского района Азербайджанской ССР.
Участница войны.
В 1950 году окончил Азербайджанский медицинский институт.
В 1950—1953 годах работала в посёлке Пап Наманганской области Узбекской ССР.
С 1953 года работала в посёлке Гадрут Нагорно-Карабахской АО: в 1953—1983 — участковый врач-педиатр, с 1983 — врач-педиатр детского отделения Гадрутской ЦРБ, одновременно, с 1964 — районный педиатр Гадрутского района.

## Награды и звания
- Народный врач СССР (1984)